# Stationär front

Meteorologisk symbol för stationär front.

En stationär front (alternativt sammanskrivet stationärfront) är en väderfront som bildas när en varm- eller kallfront står stilla. När den återupptar sin rörelse, blir den återigen en varmfront eller kallfront.
En märkbar förändring av temperatur och/eller förskjutning i vindriktningen är vanligt förekommande vid en stationär front.
Den meteorologiska symbolen för stationär front (se bild) består av omväxlande blå trianglar och röda halvcirklar som pekar åt olika håll. De blå trianglarna pekar mot den varmare luften och de röda halvcirklarna pekar mot den kallare luften.

## Kvasistationär front
En kvasistationär front är en väderfront som liknar en stationär front – skillnaden är att, istället för att stå helt still – som stationära fronter – står den i princip still under flera dagar.